# آبومی گوچی
آبومی گوچی (鐙口 , ت.ت. 'دهان رکابی') یک یوکای خزدار عجیب یا هیولای ژاپنی است که در کتاب گازو هیاکی تسورزوره بوکورو اثر توری‌یاما سکیئن به تصویر کشیده شده است.

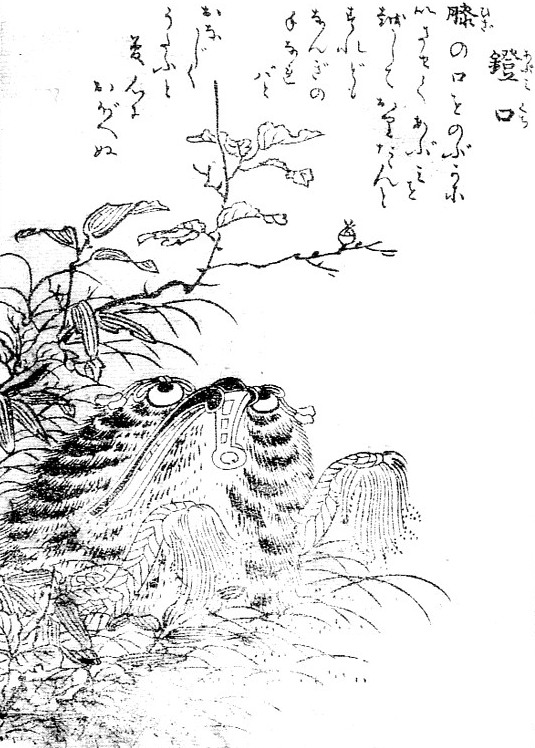
آبومی گوچی که در گازو هیاکی تسورزوره بوکورو اثر توری‌یاما سکیئن به تصویر کشیده شده است.

آبومی گوچی نوعی تسوکومگامی است که از یک رکاب تشکیل شده است، معمولاً رکابی که زمانی متعلق به سرباز مرده‌ای بود که در جنگ شکست خورده است. رکاب‌هایی که در میدان جنگ رها شدند به فراموشی سپرده می‌شوند. ناراحت از اینکه هدفشان را از دست داده‌اند، ابزارهای یک سرباز می‌توانند به تسوکومگامی تبدیل شوند. مانند سگ‌های وفادار، آبومی گوچی در میدان نبرد منتظر اربابان خود هستند که متأسفانه هرگز باز نخواهند گشت.